# Università di Twente
L'Università di Twente (in inglese University of Twente, in olandese Universiteit Twente, abbreviata in UT), è un'università olandese che si trova nella città di Enschede.
L'università è specializzata in Scienze sociali, Scienze naturali e Ingegneria. 
Oltre il 30% della popolazione studentesca proviene dall'estero, con 85 nazionalità rappresentate. Dal 2020, la lingua ufficiale dell'università è l'inglese.